# JR 슌토쿠미치역
JR 슌토쿠미치 역(일본어: JR俊徳道駅, じぇいあーるしゅんとくみちえき 제이아-루슌토쿠미치에키[*])은 일본 오사카부 히가시오사카시에 위치한 서일본 여객철도의 역이다. 역 고유색은 황록색이다.

## 역 구조
섬식 승강장으로 1면 2선의 고가역이며 최대 8량 편성까지 수용할 수 있다. 엘리베이터 1기, 에스컬레이터는 상하행선별로 1개씩 설치되어 있다. 서일본 여객철도 교통 서비스의 위탁 영업을 받으며 무인 시간대에는 하나텐역 역무원과 인터폰으로 연락하여 도움을 받을 수 있다. 또한 역의 모든 기기는 하나텐역에서 원격 제어를 받는다.

### 승강장
| 1 | ■ 오사카히가시 선 | 하나텐 방면 |
| 2 | ■ 오사카히가시 선 | 규호지 방면 |

## 역사
- 2008년 3월 15일: 오사카히가시 선 하나텐 이남 구간 개통에 따라 개업.

## 인접정차역
| 서일본 여객철도 오사카히가시 선 | 서일본 여객철도 오사카히가시 선 | 서일본 여객철도 오사카히가시 선 |
| ------------------------------- | ------------------------------- | ------------------------------- |
| JR 가와치에이와 하나텐 방면     | ■ 오사카히가시 선 보통          | JR 나가세 규호지 방면           |